# トランスフォーマー アニメイテッド
『トランスフォーマー アニメイテッド』（Transformers Animated）は、アメリカで放映されたカートゥーンテレビアニメ作品。全42話。トランスフォーマーシリーズの一作である。2007年12月26日よりカートゥーン ネットワーク系列にて第1シーズン（シーズン1）が全16話、第2シーズン（シーズン2）が全13話で放送され、2009年3月14日より第3シーズン（シーズン3）全13話が放送された。
日本では2010年4月3日から同年12月25日までテレビ愛知・テレビ東京系ネットをメインとして全国各地で放送された。

## 製作
トランスフォーマーのテレビシリーズとしては日米共に『TRANSFORMERS CYBERTRON（ギャラクシーフォース）』の次に放映されたテレビアニメシリーズ。企画自体は2005年に立ち上がっており当初の仮題は『TRANSFORMERS HEROES』だったが、その後の実写映画版のヒットを受け今のタイトルになった。
製作や脚本はアメリカのカートゥーン ネットワーク・スタジオ、アニメーション制作は日本のアニメスタジオが担当しており、その作風は思い切った構図や動きを重視したアメリカのアニメと止め絵や見栄切りといったメリハリを重視する日本のアニメの特徴を織り交ぜたものであるとも評され、アメリカのカートゥーン・アニメーション風のデフォルメを施したキャラクターデザインは、トランスフォーマーシリーズの中では異質なデザインとなっている。
放映開始当初は第4シーズン（シーズン4）までの放映が予定されていたが、2009年初頭に第3シーズン（シーズン3）での終了が発表された。

### 日本での展開
日本での放送においては、実写映画版『トランスフォーマー』からの新規視聴者を意識して、タイトルロゴは英語版の赤・青・白を基調とした独自デザインのものではなく、英語版実写映画版風になり、従来のシリーズまで使われていたコンボイの名前は英語名を仮名転写したオプティマスプライム（コンボイ）のままになり、主要キャラクターの一人であるバルクヘッドの名前を、実写映画版に登場したアイアンハイドに変更した。また、この作品から視聴し始めた新規ファン向けに日本版独自の情報コーナーとして本編終了後にドラマコーナーも設けられている。
アニメ本編は単なる吹き替え放送に留まらず、『マイリトルポニー〜トモダチは魔法〜』とは違い、英語版にあったシナリオやシーンのカット、放送順の変更などの再構成も行われているが、ストーリーの基本的な流れ自体は変わっていない。日本語版のキャスティングは事前にオーディションなどは行われておらず、意図的にこれまでの作品に出演した声優が選ばれている。映像は原語版での4:3画面にサイドパネルを付加したハイビジョン放送となっている。なお、英語版DVDで『Transformers Animated: Season 3』と『Transformers Animated: The Complete Series』が発売された際、元々16:9画面として製作されていた本作品は、カットされていた両端が復活し、ついに完全版となっている。
ドラマコーナー以外の日本語版で独自に追加された要素としては、場面が転換する際のエンブレムターンや、主に番組冒頭のテレビ視聴時の注意喚起の際に挿入されるトランスフォームの新規アニメーション（第19話（第18話）から追加、それ以前は音仏一家だった）が挙げられる。また、本編でのコメディタッチな脚色に追随して各話の次回予告でも本筋とは関係ないトークを展開しており、予告はテレビ放映版とウェブ版の2種類がある。

## 玩具展開
従来のトランスフォーマーシリーズと同様に日本以外ではハズブロ、日本国内ではタカラトミーが玩具を発売している。トランスフォーマーたちのキャラクターデザインは、玩具先行でもアニメ先行でもなく、アニメ製作会社とハズブロ、タカラトミーの3社のデザイナーらが相互に連絡を取り合ってデザインされており、プロポーションの違いなどはあるものの、カートゥーン風を意識してデフォルメされたデザインは変形可能な玩具でも再現されている。ただし第2シーズン（シーズン2）の玩具はスケジュールの都合上、基本的にアニメ版のデザインが先行したものとなっているという。
玩具ではキャラクター性の表現を重視した試みが盛り込まれている。変形する際のパーツの移動にメリハリをつけることで、「力持ち」「皆のリーダー」「素早そう」といった特徴をシルエットで差別化することが意図され、また背面から見た立ち姿も重視されている。ギミックは統一性よりもキャラクターの個性やストーリーを反映することが優先され、変形手順も劇中のアクションや変形を完了した際のポージングを意識したものとなっている。
日本以外ではデラックス、ボイジャー、リーダーの3つのサイズと一発変形を売りとした廉価版ラインであるアクティベイターシリーズをメインに展開されており、主要なキャラクターは複数のクラスで発売されている。ハズブロでは2008年から展開されていたシリーズであり、ほとんどのものは日本より先行して発売されているが、ロディマスなど日本で先に発売されているものもある。玩具の売り上げは想定を上回り好調ではあったものの、同時期に大ヒットしていた実写映画版『トランスフォーマー』の玩具に比べると見劣りしたため、映画版の展開に注力した方がよいという判断もあったといい、発売が中止された商品も存在する。
日本ではクラス分けはなく全て同じラインのナンバリングとして売られており、展開し始めた当初は、EZコレクションは除き同一キャラクターは一つクラスのみの発売が基本となっていたが、販売が好調だったため2010年10月以降は同一キャラクターのクラスの違うアイテムも発売されるようになった。その影響からアクティベイターシリーズは他のクラスで発売されていないキャラクターが2010年3月から9月までに展開され、レギュラーキャラクターのアクティベイター商品はセットで販売という形になっている。商品はアクティベイター以外はメタリックカラーに塗装が新たに施されており、カードゲーム展開を視野に入れカードゲームに対応したカードも同梱されている。また、レジェンズクラスにあたるEZコレクション版は実写版と同じアソートに紛れてオプティマスプライム（コンボイ）・バンブルビー・プロール・スタースクリームが発売されている。

## キャラクター
本作品はオプティマスプライム（コンボイ）・バンブルビー・ラチェット・アイアンハイド（バルクヘッド）・プロールの5人のオートボットと地球に住む少女サリを中心にストーリーが展開される。
本作品以前に公開されたトランスフォーマーシリーズでは日本語版と原語版で多くのキャラクター名が異なっていることが通例であったが、本作品では実写版とのコラボレーションを行っているため、一部のキャラクターを除いて原語版での名称が使われている。実写映画同様、G1を意識したキャラクターが多い。また、過去作を意識したモブキャラクターが登場しており、地球ではウィトウィッキー一家が、サイバトロン星ではトラックスやグランダス、ダイアトラスなど、G1を意識した数多くのオートボットが登場する。その他、ビーストウォーズからラットル、キスぷれからオートルーパー、勇者シリーズからダグベース（元々ダグベースの玩具はグランダスの仕様変更品）が登場している。
トランスフォーマーのキャラクターデザインは従来のような直線的なラインの多いものではなく、カートゥーンのように線が少なく、極端にデフォルメされたものになっており、シルエットの差別化による個性の表現が重視されている。そのためオプティマスプライム（コンボイ）はウエストが極端に引き締まった逆三角形のマッチョな体型、男性キャラクターは顎が屈強といった特徴がある。また、斧や剣といった接近戦用の武器を使う者が多く、一部被るものはいるものの、各人によって使う武器が違っており、使う武器で個性を表している。

## あらすじ
実戦経験に乏しいオートボットの一部隊であるオプティマス部隊が、オールスパークを発見したことをきっかけに前の大戦の生き残りであるディセプティコンの精鋭たちと対峙していくストーリーとなっている。きっかけとなる最初の戦闘の後、ディセプティコンのボスであるメガトロンとオプティマス部隊は見知らぬ惑星（地球）へと墜落し、舞台は宇宙から地球へと移される。
物語は連続性を持たせながら小エピソードが続く構成で、それぞれのシーズンの終盤に2つの陣営による総力戦が起こるようになっている。

### 第1シーズン（第1話 - 第16話）
墜落時にメガトロンは頭部だけの状態となっており、メガトロンがボディを取り戻す第15話まで主要なディセプティコンは集団での行動を取らない。そのため、北米における第1シーズン（シーズン1）でのオプティマス部隊の戦いは悪事を働く人間やメガトロンが差し向けた地球のロボットたちとの戦闘が中心となる。
また、オプティマス部隊と行動を共にする地球の少女としてサリがおり、オプティマスプライム（コンボイ）たちはサリが用意した自動車工場の廃屋を拠点として活動することになる。
第15話でメガトロンは復活し、その後オプティマス部隊とディセプティコンの間で戦闘になるが、その戦闘の際にオールスパークは粉々に砕け散り、方々へ飛び散る。

### 第2シーズン（第17話 - 第29話）
第2シーズン（シーズン2）ではウルトラマグナス率いるエリートガードが登場する。その目的はオールスパークの回収だったため、地球に潜伏するディセプティコンの殲滅などは行わず、オプティマス部隊に欠片の回収を命じてサイバトロン星へと帰還することになる。
オールスパークの欠片の力によって新たなトランスフォーマーも誕生する。レックガーは特にどちらの陣営に入るということはないが、コンストラクティコンは騒動を起こした後、ディセプティコンの一員となる。
また、オールスパークの欠片は第1シーズン（シーズン1）でメガトロンに粛清されたスタースクリームも復活させることになる。スタースクリームは欠片の力を使って自らのクローンで軍隊を作り、再度メガトロンに反旗を翻すことになる。
復活したメガトロンはディセプティコンを再集結させ、スペースブリッジを建設してオートボットを内部から潰そうと目論んだが、オートボットとスタースクリームのクローン軍団による邪魔が入り、戦闘になる。その戦いでは前の大戦で活躍したオートボットの最終兵器であるオメガスプリームも参戦し、最終的にはスペースブリッジが暴走し、メガトロンとスタースクリームは宇宙の彼方へと飛ばされる。

### 第3シーズン（第30話 - 第42話）
第3シーズン（シーズン3）ではサリが人間ではないことが発覚し、サリはトランスフォーマーとしての能力に目覚める。
オートボット側ではそれまでスパイとして潜入していたショックウェーブによってウルトラマグナスが襲撃される。その一方で新たに飛行が可能なオートボット・セーフガードが登場し、オプティマスプライム（コンボイ）も終盤ではウイングブレードへと強化され飛べるようになる。また、サイバーニンジャにスポットがあたるエピソードがあり、プロールは次第にサイバーニンジャとしての力を覚醒させることになる。
メガトロンを失った地球のディセプティコンは次々と捕らえられ、エリートガードによってサイバトロン星へと送られる。宇宙の彼方へと飛ばされたメガトロンは同じく宇宙を漂っていたオメガスプリームを利用してラグナッツスプリームを量産し、オートボットに戦いを挑む。
オプティマスプライム（コンボイ）とメガトロンの戦いはオプティマスプライム（コンボイ）の勝利に終わる。そして、オプティマス部隊が捕らえたメガトロン含むディセプティコンを連れてサイバトロン星へと帰還したところで物語は終わる。

### 幻の第4シーズン（第43話 - 第55話予定）
本編は第3シーズン（シーズン3）で終了したが、ここではムック"The AllSpark Almanac II" で明かされている第4シーズン（シーズン4）にも触れる。
第4シーズン（シーズン4）ではセンチネルが正式な総司令官として就任し、新たなトランスフォーマーも登場する予定であった。オプティマス部隊はオールスパークと一体となったプロール、サイバトロン星に残ることとなったサリとアイアンハイド（バルクヘッド）に代わり、ジャズとアーマーハイド（アイアンハイド）が加わり、再び地球に常駐する。一方メガトロン含むサイバトロン星の収監所に捕らえられたディセプティコンはサイバトロン星の収監所ごと脱獄して地球へ逃亡する。オートボットとディセプティコンの善悪が反転したパラレルワールド「シャッタードバース」における悪のオプティマスプライム（コンボイ）、悪のサリ・サムダック、善のメガトロンの登場のエピソード。新たにディセプティコンのスタンティコン部隊が登場する予定であった。また、オプティマスプライム（コンボイ）はパワーマスターオプティマスプライム（コンボイ）に、メガトロンはトリプルチェンジャーマローダーメガトロンへと強化される予定であった。シーズンをもって第4シーズン（シーズン4）は最終シーズンに当たる。
全13話が放送される予定であった。

## 作中設定
従来のシリーズと同様にトランスフォーマーが2つの勢力に分かれて争っているが、今作の日本語版では実写映画版同様、サイバトロンはオートボット、デストロンはディセプティコンと呼ばれる。また、今作ではオートボットがディセプティコンとの戦争に勝利し、サイバトロン星（セイバートロン）を掌握して幾年も過ぎた状態となっている。
物語の主な舞台は22世紀のデトロイトで、この世界ではロボット工学が発達した都市となっている。トランスフォーマーたち以外にも、高い科学力や不思議な能力を持つ人たちが存在し、その力を悪用する犯罪者たちへの対処も地球に来たオートボットの使命となる。なお、日本語版においては具体的な地名はぼかされており、舞台となる惑星が地球であることも言及されてはいない。
かつての作品との関連性はないが、内容やキャラクターはG1を意識したものとなっており、かつての作品のオマージュとなるシーンや設定、G1の登場人物に酷似したモブキャラクターも登場する。

### 用語
惑星サイバトロン / Cybertron
全てのトランスフォーマーの故郷である惑星。
オートボット / Autobots
サイバトロン星を母星に持つトランスフォーマーの一勢力。グレートウォーの勝利によりサイバトロン星を掌握している。
英語版ではマイナー、プライム、マグナスと階級によって称号が異なっており、従来まで司令官の名として使われてきたプライムの称号はマグナスより下のものとなっている。ただし、日本語版ではこの設定は反映されておらず、プライムもマグナスも名前の一部として扱われている。
ダイノボット / Dinobots
地球製の恐竜型トランスフォーマーたち。元はテーマパーク「ダイノドライブ」（日本語版では「恐竜パーク」）で展示されていた機械仕掛けの恐竜模型で、メガトロンがオートボットと戦わせるためにロボットへと改造、その後オールスパークの鍵によりトランスフォーマーへと進化した。知能はそれほど高くなく、当初はメガトロンにけしかけられて破壊行為を繰り広げたが、処分される前にオートボットに助けられエリー湖に浮かぶ孤島で隠れ暮らすようになる。オートボットのエンブレムをつけているものの正式なメンバーとは認められていない。
エリートガード / Cybertron Elite Guard
オートボット軍の精鋭を指す総称。オートボット大学で優秀な成績を修めたものや、大きな手柄を立てたものがエリートガードになる。総司令官直属の部隊名でもあり、エリートガードに所属するオートボットのエンブレムには翼のような印が付いている。
ディセプティコン / Decepticons
メガトロンをリーダーとするトランスフォーマーの一勢力。全宇宙のエネルギー資源独占を目論む。戦闘能力はオートボットより高く、正規のメンバーは体が大きく空が飛べるものが多い。メガトロンが復活するまではメンバーがそれぞれ好き勝手に行動していた。メガトロンが復活した後は特殊な鉱石で守られた秘密基地で地球に潜伏し、各地に散らばる同胞に蜂起を促す。
コンストラクティコン / Constructicons
オールスパークの破片により建設車両が進化したトランスフォーマー。建築作業を得意とする。オイルに釣られてメガトロンに協力するようになる。当初、眼の色は黄色だったが、正式にディセプティコンのメンバーになると眼が赤に変色した。
オールスパーク / Allspark
サイバトロンに命を与えたと言われる宇宙一の強力なエネルギー源。大いなる力を秘めている物体だがその正体は不明。グレートウォーの際にディセプティコンから遠ざけるために宇宙へ放流されたうちの一つをオプティマスプライム（コンボイ）たちが発見することとなる。
サリに託されたオールスパークの鍵にはトランスフォーマーを修復する、機械に力を与える、ロボットを機械生命体（トランスフォーマー）に進化させるなどの不思議な力を発揮する。オプティマスプライム（コンボイ）たちが発見してからは基本的にオートボット宇宙船内で保管されている。
鍵や欠片はそれぞれ引き合う力があり、力が発動している状態では鍵や欠片を有している者以外は触ることもできない。
グレートウォー / Great War
オートボットとディセプティコンによる全面戦争。G1でのユニクロン戦争とは同一のものであるとはされていない。
ウルトラマグナス、ラチェット、アーシー、オメガスプリーム、メガトロン、ロックダウンなどがグレートウォーに参戦しており、オートボットの勝利という形で終戦を迎えた。
スペースブリッジ / Space Bridge
オートボットが開発したトランスワープを用いた亜空間跳躍システム。
サムダック・システムズ / Sumdac Systems
サムダック博士が創設した産業ロボットを生産している企業。デトロイトのサムダックタワーを本社とする。革命的とまでいわれたその技術は、50年前にサムダック博士が発見した大破したメガトロンを解析したことで生み出されたもので、トランスフォーマーの技術との共通点が見られる。ごみ収集から警備まで幅広い分野を扱っているが、あくまで社会貢献を目的としており、軍事目的でのロボット開発を禁止している。
ダイノボットアイランド / Dinobot Island
エリー湖に浮かぶダイノボットが生息する孤島。島の中央にある山岳地帯がカルデラになっており、山頂部をホログラフで覆いダイノボットの存在を隠している。
サイバーニンジャ / Cyber-Ninja
サイバトロン武術である「回路攻め（Circuit-Su）」や「メタリカトー（Metallikato）」を駆使する、忍者を彷彿とさせるスタイルの格闘技の流派。開祖であるヨケトロンが道場を開いており、その道場はオートボットにとって修練場としての役割も持っている。

## スタッフ
スタッフにはマット・ヤングバーグやデリック・J・ワイアットなど『ティーン・タイタンズ』に関わっていた人物が多い。このスタッフは日本のアニメに精通しているスタッフであるため、日本で独自に展開された『超神マスターフォース』などのオマージュも作中へ盛り込まれることとなった。アニメーションは日本のアニメスタジオも制作を担当しているため、クレジットには日本人アニメーターも数多く名を連ねている。

### メインスタッフ
- 監督 - マット・ヤングバーグ
- シリーズ構成 - マーティ・アイゼンバーグ
- アート・ディレクター - デリック・J・ワイアット
- キャラクターデザイン - デリック・J・ワイアット、イリネオ・マランバ、ブリアン・ドルーハード、トーマス・パーキンス、マット・ヤングバーグ、他
- プロップデザイン - バイロン・ペニャランダ、アート・リー
- キャラクター&プロップデザイン協力 - 関修一
- 背景デザイン - ロデール・グラボー、ゲイリー・モウリ
- 色彩設計 - デリック・J・ワイアット、クレール・レンス、クリス・ホウトン、他
- ピクチャー編集 - ロジャー・W・ヒンズ
- キャスティング/録音演出 - スー・ブルー
- 音楽 - セバスチャン・エヴァンス二世
- プロデューサー - ヴィンセント・アニセト、スティーブ・ドラッカー、ジョシュア・イッツォ
- スーパーバイジング・プロデューサー - ジェニファー・ペルフリー
- 製作総指揮 - サム・レジスター、ブライアン・A・ミラー
- アニメーション制作 - ムークアニメーション、アンサー・スタジオ
- アニメーション協力 - STUDIO 4℃（ノンクレジット）、亜細亜堂（ノンクレジット）
- 製作 - カートゥーン ネットワーク・スタジオ
- 製作著作 - ハズブロ、パラマウント・ホーム・エンターテイメント

### 日本語版スタッフ
- 企画 - 平雄一郎、久保弥
- 演出 - 岩浪美和
- 翻訳 - 辺見真起子
- 録音・調整 - 菊池悟史、金秀賢
- 音楽プロデューサー - 井上俊次
- チーフプロデューサー - 阿部祥三、小掛慎太郎、嵯峨隼人、鈴木祐治
- プロデューサー - 前田典秋、竹川洋志
- プロデューサー補 - 高松保江
- 制作協力 - タカラトミー、日活
- 制作プロダクション - バーナムスタジオ、ACクリエイト
- 製作 - テレビ愛知、電通、タカラトミーエンタメディア

OPアニメーション
- コンテ - 中澤勇一
- 演出 - 吉田徹
- 作画監督 - 阿部宗孝
- 色設定・検査 - 海鋒重信
- 美術監督 - 中山益男
- 撮影監督 - 濱雄紀
- 編集 - 坪根健太郎（REAL-T）
- 制作 - ディオメディア

## 主題歌
英語版は初代から使われている「Transformers Theme」のアレンジ版である。
以下は日本語版のもの。2組とも前番組でも同じポジションで主題歌を歌っており、トランスフォーマーシリーズの主題歌を担当するのも初となる。
また、これまでの北米で制作されたトランスフォーマーシリーズのOP・EDの映像はタイトルバックなどを除けば本編の映像を編集したものだったが、今回は初めて日本オリジナルのOP・ED映像が制作されている。
なお、日本語版のテーマ曲（およびアイキャッチ時のBGM）のテレビサイズはCD化されていない（番組サウンドトラックも未発売）。

### オープニングテーマ
「TRANSFORMERS EVO.」
作詞・作曲 - 影山ヒロノブ / 編曲 - 菊田大介 / 歌 - JAM Project
- 日本語版による第16話では挿入歌としても使用されたが、原語版では使用されていない。
- 第13話からは効果音が追加された。第18話で歌詞が2番になった際に一度効果音が外されたが、第27話で再び使用されるようになった。
- 曲の冒頭では作品に登場するキャラが週代わりで前説を行う。なお、最終回では1番の歌詞で出演する声優たちが合唱を行った。この試みは『ビーストウォーズ』、『ビーストウォーズメタルス』、『ビーストウォーズリターンズ』の日本版でも行われていた。

### エンディングテーマ
「AXEL TRANSFORMERS」
作詞 - 原田謙太 / 作曲 - 寺園健二・原田謙太 / 歌・編曲 - Rey
- エンディングは本放送とDVDで異なり、本放送はミニコーナー「音仏一家のトランスフォーマー生活」が終了した後フェードインで開始され、DVDでは本編終了後すぐに開始される。そのため本放送とDVDでは曲の長さが異なっている（最後の部分が違っている）。
- OPとは異なり、最終回まで1番の歌詞を使用した。また、歌詞のテロップも表示されなかった。

## 各話リスト
各話のスタッフについて、英語版では冒頭で脚本家とディレクター（演出）、エンディングのOverseas Animation Studio欄で絵コンテなどのスタッフが確認ができる。日本語版ではエンディングの冒頭でそれらがまとめて表示される。
なお、この記事では"Written by"を脚本、"Story board"を絵コンテ、"Directed by"を演出、"Animation director"や"Lead animator"などを作画監督として表記している。
話数については日本語版DVDの話数に準拠して示すが、話数入れ替えのあった箇所のみ英語版の放送話数を（海外：）で表記。また、日本語版のテレビ放送版の放送話数を（日本：）で表記。
| 話数                                                  | サブタイトル                       | 原題                                | 脚本                                                             | 絵コンテ            | 演出                                                   | 作画監督                             | 放送日（米）    | 放送日（日）   |
| ----------------------------------------------------- | ---------------------------------- | ----------------------------------- | ---------------------------------------------------------------- | ------------------- | ------------------------------------------------------ | ------------------------------------ | --------------- | -------------- |
| 1                                                     | 新章!トランスフォーマー            | Transform and Roll Out Part 1-3     | マーティ・アイゼンバーグ                                         | 茶谷与志雄 清水健一 | マット・ヤングバーグ 香川豊、山岡実、渕上真            | ノンクレジット                       | 2007年 12月26日 | 2010年 4月3日  |
| 2                                                     | 英雄、その名はオートボット         | Transform and Roll Out Part 1-3     | マーティ・アイゼンバーグ                                         | 茶谷与志雄 清水健一 | マット・ヤングバーグ 香川豊、山岡実、渕上真            | ノンクレジット                       | 2007年 12月26日 | 4月10日        |
| 3                                                     | オールスパークの秘密               | Transform and Roll Out Part 1-3     | マーティ・アイゼンバーグ                                         | 茶谷与志雄 清水健一 | マット・ヤングバーグ 香川豊、山岡実、渕上真            | ノンクレジット                       | 2007年 12月26日 | 4月17日        |
| 4 （海外：10）                                        | 音波大作戦                         | Sound and Fury                      | ヘンリー・ギルロイ                                               | 寺田和男            | ベン・ジョーンズ ブアカオ・トンカム 大賀俊二、津田義三 | 松田芳明                             | 2008年 2月23日  | 4月24日        |
| 5 （海外：7）                                         | ぬぐえない記憶                     | The Thrill of the Hunt              | アンドリュー・R・ロビンソン                                      | 前園文夫            | ベン・ジョーンズ 大賀俊二                              | 西城隆詞                             | 1月26日         | 5月1日         |
| 6 （海外：4）                                         | 不死身のメガトロン                 | Home Is Where the Spark Is          | マイケル・ライアン                                               | 西村貴世            | マット・ヤングバーグ 大賀俊二                          | 鹿島功光                             | 1月5日          | 5月8日         |
| 7 （海外：5）                                         | 灼熱巨人の挑戦                     | Total Meltdown                      | リッチ・フォーゲル                                               | 古瀬登              | マット・ヤングバーグ 橋本直人                          | 長坂寛治                             | 1月12日         | 5月15日        |
| 8 （海外：6）                                         | ダイノボット誕生!                  | Blast From the Past                 | ケビン・ホップス                                                 | 茶谷与志雄          | イリネオ・マランバ ベン・ジョーンズ 水野健太郎         | ジョン・ウヨン 古佐小吉重            | 1月19日         | 5月22日        |
| 9 （海外：8）                                         | 罠の時間                           | Nanosec                             | マーティ・アイゼンバーグ                                         | 池添隆博            | マット・ヤングバーグ 大賀俊二                          | 永作友克                             | 2月2日          | 5月29日        |
| 10 （海外：9）                                        | クモ女の影                         | Along Came a Spider                 | マーティ・アイゼンバーグ                                         | 清水健一            | イリネオ・マランバ マット・ヤングバーグ 香川豊         | 中村清                               | 2月9日          | 6月5日         |
| 11                                                    | 湖底の激戦                         | Lost and Found                      | リッチ・フォーゲル                                               | 中村憲由            | イリネオ・マランバ 香川豊、山岡実                      | 諸貫哲朗 長坂寛治                    | 3月1日          | 6月12日        |
| 12                                                    | 対決!ダイノボット                  | Survival of the Fittest             | スティーブ・グラナット                                           | 茶谷与志雄          | イリネオ・マランバ 渕上真                              | 古佐小吉重                           | 3月8日          | 6月19日        |
| 13                                                    | ヘッドマスターをくいとめろ!        | Headmaster                          | マイケル・ライアン                                               | 池添隆博            | ベン・ジョーンズ 大賀俊二、池添隆博                    | 永作友克                             | 3月15日         | 6月26日        |
| 14 （未放送）                                         | 死を呼ぶ宇宙怪物!                  | Nature Calls                        | トッド・ケーシー                                                 | 三浦陽              | ベン・ジョーンズ 大賀俊二、加藤顕                      | 鹿島功光                             | 3月22日         | 2011年 4月16日 |
| 15 （日本：14）                                       | メガトロンの復活パート1            | Megatron Rising - Part 1            | マーシャ・グリフィン                                             | 鶴山修              | イリネオ・マランバ シロ・ニエリ 水野健太郎             | リー・シャオレイ 古佐小吉重          | 3月29日         | 7月3日         |
| 16 （日本：15）                                       | メガトロンの復活パート2            | Megatron Rising - Part 2            | マーティ・アイゼンバーグ                                         | 大久保政雄          | ベン・ジョーンズ シロ・ニエリ 大賀俊二、山口高志       | ノンクレジット                       | 4月5日          | 7月10日        |
| 17 （日本：16）                                       | エリートガード                     | The Elite Guard                     | リッチ・フォーゲル                                               | 茶谷与志雄          | マット・ヤングバーグ イリネオ・マランバ 香川豊         | 中村清                               | 4月19日         | 7月17日        |
| 18 （日本：17）                                       | ヘッドマスター、ふたたび!          | Return of the Headmaster            | マイケル・ライアン                                               | 亀井隆              | ベン・ジョーンズ 大賀俊二、津田義三                    | 松田芳明                             | 4月26日         | 7月24日        |
| 19 （日本：18）                                       | 爆鎮完了!                          | Mission Accomplished                | マーシャ・グリフィン                                             | 中村憲由            | イリネオ・マランバ 茶谷与志雄                          | MYBELL 中村清、諸貫哲朗              | 5月3日          | 7月31日        |
| 20 （日本：19）                                       | レックガーの暴走                   | Garbage In, Garbage Out             | マーティ・アイゼンバーグ                                         | ノンクレジット      | ベン・ジョーンズ 岡英和                                | 市来剛                               | 5月10日         | 8月7日         |
| 21 （日本：20）                                       | 視聴率レース!                      | Velocity                            | レン・アーレイ                                                   | 糸曽賢志            | イリネオ・マランバ クリストファー・バークレー 糸曽賢志 | PAK PRODUCTION                       | 5月17日         | 8月14日        |
| 22 （未放送）                                         | スクラッパーとミックスマスター     | Rise of the Constructicons          | スタン・バーコウィッツ                                           | 杉山正樹            | ベン・ジョーンズ イリネオ・マランバ 大賀俊二           | 松田芳明                             | 5月24日         | 2011年 4月16日 |
| 23 （日本：21）                                       | 増殖する敵                         | A Fistful of Energon                | アンドリュー・R・ロビンソン                                      | 茶谷与志雄          | マット・ヤングバーグ イリネオ・マランバ 渕上真         | リー・シャオレイ 古佐小吉重          | 5月31日         | 8月21日        |
| 24 （日本：22）                                       | スィンドルの策略                   | SUV: Society of Ultimate Villainy   | ディーン・ステファン                                             | 亀井隆              | イリネオ・マランバ シロ・ニエリ 大賀俊二、山口高志     | 鹿島功光                             | 6月7日          | 8月28日        |
| 25 （日本：23）                                       | ダブルエージェント                 | Autoboot Camp                       | マイケル・ライアン                                               | 荻原露光            | ベン・ジョーンズ クリストファー・バークレー 大賀俊二   | 松田芳明                             | 6月14日         | 9月4日         |
| 26 （日本：24）                                       | クモ女の心                         | Black Friday                        | リッチ・フォーゲル                                               | 中村憲由            | イリネオ・マランバ 水野健太郎                          | リー・シャオレイ 古佐小吉重 諸貫哲朗 | 6月21日         | 9月11日        |
| 27 （未放送）                                         | サリの留守番                       | Sari, No One's Home                 | トッド・ケイシー                                                 | 鶴山修              | イリネオ・マランバ 香川豊                              | 中村清 PAK PRODUCTION                | 6月28日         | 2011年 4月16日 |
| 28 （日本：25）                                       | それぞれの思惑                     | A Bridge Too Close, Part I          | マーシャ・グリフィン                                             | 池添隆博            | ベン・ジョーンズ クリストファー・バークレー 大賀俊二   | 鹿島功光                             | 7月5日          | 9月18日        |
| 29 （日本：26）                                       | 強大なる力                         | A Bridge Too Close, Part II         | マーティ・アイゼンバーグ                                         | 古瀬登              | イリネオ・マランバ クリストファー・バークレー 古瀬登   | リー・シャオレイ 古佐小吉重 中村清   | 7月5日          | 9月25日        |
| 30 （日本：27）                                       | サリの秘密                         | TransWarped Part 1-3                | ラリー・ディティリオ ボブ・フォワード                            | 清水健一            | カルヴァン・リー 香川豊                                | 中村清 キム・サンバン                | 2009年 3月14日  | 10月2日        |
| 31 （日本：28）                                       | サリ、トランスフォーム!?           | TransWarped Part 1-3                | マーティ・アイゼンバーグ マイケル・ライアン マーシャ・グリフィン | 古瀬登              | マット・ヤングバーグ 諸貫哲朗                          | オ・ギュヨイ                         | 2009年 3月14日  | 10月9日        |
| 32 （日本：29）                                       | メガトロンの襲来                   | TransWarped Part 1-3                | マーティ・アイゼンバーグ マイケル・ライアン マーシャ・グリフィン | 清水健一            | マット・ヤングバーグ 香川豊                            | オ・ギュヨイ                         | 2009年 3月14日  | 10月16日       |
| 33 （日本：30）                                       | 強気なダートボス                   | Three's a Crowd                     | リッチ・フォーゲル                                               | 中村憲由            | カルヴァン・リー 諸貫哲朗                              | 中村清                               | 3月21日         | 10月23日       |
| 34 （日本：31）                                       | ワスプの復讐                       | Where Is Thy Sting?                 | トッド・ケーシー                                                 | 中村憲由 森田宏幸   | カルヴァン・リー 高橋滋春                              | オ・ギュヨイ                         | 3月28日         | 10月30日       |
| 35 （日本：32）                                       | 師匠の形見                         | Five Servos of Doom                 | アンドリュー・R・ロビンソン                                      | 森田宏幸            | カルヴァン・リー 茶谷与志雄                            | 古佐小吉重 パク・マガン              | 4月4日          | 11月6日        |
| 36 （日本：33）                                       | 悲しき生命体                       | Predacons Rising                    | ラリー・ディティリオ ボブ・フォワード                            | 清水健一            | カルヴァン・リー 香川豊                                | 中村清 キム・サンバン                | 4月11日         | 11月13日       |
| 37 （日本：34）                                       | 人間になったオートボット           | Human Error, Part 1                 | ヘンリー・ギルロイ                                               | 中村憲由            | カルヴァン・リー クリストファー・バークレー 橋本直人   | オ・ギュヨイ                         | 4月18日         | 11月20日       |
| 38 （日本：35）                                       | ヴァーチャルリアリティの罠         | Human Error, Part 2                 | トム・パグスリー                                                 | 川口敬一郎          | カルヴァン・リー 八田洋介                              | 古佐小吉重 パク・マガン              | 4月25日         | 11月27日       |
| 39 （日本：36）                                       | 宇宙船を追跡せよ                   | Decepticon Air                      | マイケル・ライアン                                               | 森田宏幸            | カルヴァン・リー 高橋滋春                              | オ・ギュヨイ                         | 5月2日          | 12月4日        |
| 40 （日本：37）                                       | ファンゾーン、サイバトロン星へ行く | This is Why I Hate Machines         | ロブ・ホージー                                                   | 森田宏幸            | カルヴァン・リー 平田豊                                | 古佐小吉重                           | 5月9日          | 12月11日       |
| 41 （日本：38）                                       | 翔びたて!オプティマスプライム      | Endgame, Part 1                     | リッチ・フォーゲル                                               | 中村憲由            | マット・ヤングバーグ 水野健太郎                        | 中村清                               | 5月16日         | 12月18日       |
| 42 （日本：39）                                       | 最終決戦!メガトロンを制圧せよ      | Endgame, Part 2                     | マーシャ・グリフィン                                             | 川口敬一郎          | カルヴァン・リー 茶谷与志雄                            | 中村清                               | 5月23日         | 12月25日       |
| 以下の話数はシーズン4として予定されていたサブタイトル |                                    |                                     |                                                                  |                     |                                                        |                                      |                 |                |
| 43                                                    | -                                  | The Trial of Megatron, Part 1       |                                                                  |                     |                                                        |                                      | -               | -              |
| 43 （44）                                             | -                                  | The Trial of Megatron, Part 2       |                                                                  |                     |                                                        |                                      | -               | -              |
| 43 （45）                                             | -                                  | The Trial of Megatron, Part 3       |                                                                  |                     |                                                        |                                      | -               | -              |
| 44                                                    | -                                  | Turf War                            |                                                                  |                     |                                                        |                                      | -               | -              |
| 45                                                    | -                                  | This is Why I Hate Organics         |                                                                  |                     |                                                        |                                      | -               | -              |
| 46                                                    | -                                  | Mirror, Mirror                      |                                                                  |                     |                                                        |                                      | -               | -              |
| 47                                                    | -                                  | Gremlins in the Geers               |                                                                  |                     |                                                        |                                      | -               | -              |
| 48                                                    | -                                  | What a Tangled Web We Have          |                                                                  |                     |                                                        |                                      | -               | -              |
| 49                                                    | -                                  | S.T.E.A.M                           |                                                                  |                     |                                                        |                                      | -               | -              |
| 50                                                    | -                                  | It Came from (Planet) Cybertron     |                                                                  |                     |                                                        |                                      | -               | -              |
| 51                                                    | -                                  | Triple Threat                       |                                                                  |                     |                                                        |                                      | -               | -              |
| 52                                                    | -                                  | Allspark-alypse Now!                |                                                                  |                     |                                                        |                                      | -               | -              |
| 53                                                    | -                                  | Process of Elimination              |                                                                  |                     |                                                        |                                      | -               | -              |
| 54                                                    | -                                  | Trukk vs. Munky                     |                                                                  |                     |                                                        |                                      | -               | -              |
| 55                                                    | -                                  | Megatron Must Be Destroyed!, Part 1 |                                                                  |                     |                                                        |                                      | -               | -              |
| 55                                                    | -                                  | Megatron Must Be Destroyed!, Part 2 |                                                                  |                     |                                                        |                                      | -               | -              |

- 英語版では第1話 - 第3話、第28話 - 第29話、第30話 - 第32話はそれぞれ特番で連続放映された。
- 英語版のアメリカ国内での初回放送では第5話の放映が飛ばされ、第4話の次に第6話が放映された後、第7話の次に改めて第5話から放映された。カナダでは話数が飛ばされることなく放映された。
- 日本では全39話の放送となり、第14話、第22話、第27話が地上波で放映されなかったが、DVDにはそれらの話数は収録されている。CNでは、地上波で放映されなかった話が特別放送された。

## ミニコーナー
エンディングの直前に「音仏一家のトランスフォーマー生活」（おとぼといっかのトランスフォーマーせいかつ）と題して、ドラマ仕立てで簡単にトランスフォーマーの玩具紹介や、過去の作品についての解説などをする。コーナー名の「音仏」（おとぼと）は「オートボット」のもじりであり、名前は演じているキャストの下の名前をそのまま流用している。コーナー終了後はコーナー独自のスタッフロールを表示し、そのままアニメ本編のエンディングへと接続する。

### 出演
音仏たつや
演 - 長部竜也
アニメが大好きな小学4年生。トランスフォーマー玩具の変形させる速さは他の追従を許さないレベル。
音仏ひろゆき
演 - 天野ひろゆき
たつやの父親。35歳。職業は不明。昔からトランスフォーマーが好きだった。
『TRANSFORMERS ANIMATED: THE ALLSPARK ALMANAC 2』では日本語でコメントを寄稿していた。
音仏めぐみ
演 - 押田恵
たつやの母親。ひろゆきとの夫婦仲は良い。
音仏ゆうか
演 - 新井優歌
たつやの姉。中学2年生。一見ドライだが面白いものが好き。玩具版グリムロックを所持している。
ウドおじさん
演 - ウド鈴木
世界中を飛び回っているという人物。たつやは「3年前に死んだ」と認識していたらしい。当初は名前のみの登場だったが、最終2話でその姿を現した。
天の声
演 - 柚木涼香
音仏家に度々クイズを出題している。

### スタッフ（ミニコーナー）
- プロデューサー - 岩切敏明、三浦雅登
- アシスタントプロデューサー - 福田貴紀
- ディレクター - 若林公

## 放送局
ここでは主に日本語版の放送局について記載する。
| 放送地域       | 放送局                    | 放送期間                                         | 放送日時                                      | 放送系列       | 備考             |
| -------------- | ------------------------- | ------------------------------------------------ | --------------------------------------------- | -------------- | ---------------- |
| 愛知県         | テレビ愛知                | 2010年4月3日 - 12月25日                          | 毎週土曜 8:00 - 8:30                          | テレビ東京系列 | 製作局           |
| 関東広域圏     | テレビ東京                | 2010年4月3日 - 12月25日                          | 毎週土曜 8:00 - 8:30                          | テレビ東京系列 |                  |
| 大阪府         | テレビ大阪                | 2010年4月3日 - 12月25日                          | 毎週土曜 8:00 - 8:30                          | テレビ東京系列 |                  |
| 北海道         | テレビ北海道              | 2010年4月3日 - 12月25日                          | 毎週土曜 8:00 - 8:30                          | テレビ東京系列 |                  |
| 岡山県・香川県 | テレビせとうち            | 2010年4月3日 - 12月25日                          | 毎週土曜 8:00 - 8:30                          | テレビ東京系列 |                  |
| 福岡県         | TVQ九州放送               | 2010年4月3日 - 12月25日                          | 毎週土曜 8:00 - 8:30                          | テレビ東京系列 |                  |
| 広島県         | 広島ホームテレビ          | 2010年4月11日 - 2011年1月9日                     | 毎週日曜 6:30 - 7:00                          | テレビ朝日系列 |                  |
| 奈良県         | 奈良テレビ                | 2010年4月13日 - 2011年1月4日                     | 毎週火曜 7:30 - 7:59                          | 独立UHF局      |                  |
| 静岡県         | テレビ静岡                | 2010年4月14日 - 2011年1月5日                     | 毎週水曜 16:53 - 17:24                        | フジテレビ系列 |                  |
| 岐阜県         | 岐阜放送                  | 2010年4月14日 - 2011年1月19日                    | 毎週水曜 17:30 - 18:00                        | 独立UHF局      |                  |
| 青森県         | 青森朝日放送              | 2010年4月17日 - 2011年1月8日                     | 毎週土曜 6:00 - 6:30                          | テレビ朝日系列 |                  |
| 福島県         | 福島中央テレビ            | 2010年4月17日 - 2011年1月8日                     | 毎週土曜 10:00 - 10:30                        | 日本テレビ系列 |                  |
| 新潟県         | 新潟テレビ21              | 2010年4月18日 - 2011年1月9日                     | 毎週日曜 6:30 - 7:00                          | テレビ朝日系列 |                  |
| 宮城県         | 東日本放送                | 2010年4月19日 - 9月27日 2010年10月4日 - 12月30日 | 毎週月曜 16:31 - 17:00 毎週月曜 16:25 - 16:54 | テレビ朝日系列 | [ 注 11 ]        |
| 長野県         | 長野放送                  | 2010年4月21日 - 2011年1月5日                     | 毎週水曜 15:30 - 16:00                        | フジテレビ系列 |                  |
| 和歌山県       | テレビ和歌山              | 2010年4月25日 - 2011年1月23日                    | 毎週日曜 8:30 - 9:00                          | 独立UHF局      |                  |
| 岩手県         | 岩手めんこいテレビ        | 2010年4月27日 - 2011年1月25日                    | 毎週火曜 16:54 - 17:24                        | フジテレビ系列 |                  |
| 日本全域       | カートゥーン ネットワーク | 2010年6月5日 - 2011年2月26日 2011年4月16日       | 毎週土曜 6:30 - 7:00                          | CS放送         | リピート放送あり |
| 熊本県         | 熊本朝日放送              | 2010年6月6日 - 2011年1月9日                      | 毎週日曜 6:00 - 7:00                          | テレビ朝日系列 |                  |
| 滋賀県         | びわ湖放送                | 2010年6月8日 - 2011年3月1日                      | 毎週火曜 17:30 - 18:00                        | 独立UHF局      |                  |

## 映像ソフト化
英語版と日本語版は内容が異なるので、ここでは別々に解説する。

### 日本語版DVD
2010年8月6日より2011年5月27日にかけて全10巻が発売された。第5巻と最終第10巻以外は各巻4話収録（第5巻、第10巻は5話収録）日本のテレビ放映では未放送となったエピソードも収録しており（第4巻に第14話、第6巻に第22話、第7巻に第27話を収録）、レンタル版もリリースされている。
テレビ放映版との違いは、ミニコーナーとしてあった「音仏一家のトランスフォーマー生活」がなくなったことや、『テレビマガジン』や『てれびくん』に付録として付いていたDVDの映像が収録されていること。また、通常のアニメと同じように番宣CM集やノンテロップのオープニング・エンディング映像が各巻に収録されている。

### 英語版DVD
北米でのDVDのリリースは「Transform and Roll Out」以外は2枚1組でリリースされた。最初の第1話から第3話をまとめた「Transform and Roll Out」は2008年6月22日発売。第4話から第16話までをまとめた第1シーズン（シーズン1）は同年8月19日発売。第17話から第29話までをまとめた第2シーズン（シーズン2）は2009年1月6日に発売された。2012年4月時点でそれ以降の話数の映像ソフト化はされていなかったが、Shout! Factoryより第30話から第42話をまとめた第3シーズン（シーズン3）を含む「Transformers Animated: The Complete Series（米Amazon.com限定販売）」、第3シーズン（シーズン3）のみの「Transformers Animated: Season 3」が2014年6月10日に発売された。

#### 映像特典
日本語版にはない特典として短編アニメが収録されている。オプティマスプライム（コンボイ）編とプロール編は第1話～第3話収録のDVD「Transform and Roll Out」に収録（日本未発売）、バンブルビー編とメガトロン編、ラグナッツ編はDVD第2シーズン（シーズン2）に収録。グリムロック編とラチェット編はWeb上で先行公開されている。全9話（2話は未公開）。
- エピソード一覧

1. Career Day
2. Evel Knievel Jump
3. Mime Time
4. Starscream Heckles Megatron
5. Explosive Punch
6. Bulkhead Plays with Grimlock
7. Ratchet Performs Surgery on Bulkhead

## ネット配信
- バンダイチャンネルで配信されている[18]。なお、前述のDVD版同様、ミニコーナーとしてあった「音仏一家のトランスフォーマー生活」がカットされている。

## 他媒体展開

### 携帯ゲーム機版
Transformers: Animated THE GAME
2008年10月21日発売の北米版ニンテンドーDSソフト。ジャンルはアクションゲーム。日本では未発売。

### キッズカードゲーム機
2010年に日本でアニメが放送開始したことを受け、男児キッズ向けのアーケード用カードゲームがセガによって開発され、ハンドル型筐体ゲーム『未来警察パトチェイサー』を流用した『トランスフォーマー アニメイテッド ザ・チェイス』と、ガンコントローラー型筐体ゲーム『未来警察バトルポリース』を流用した『トランスフォーマー アニメイテッド ザ・シューティング』の2タイプが登場した。両ゲームとも「オートボット視点でゲームが進行」するため、ディセプティコンのカードをスキャンした場合は、メガトロンがオプティマスプライム（コンボイ）に協力するという形でゲームが進行していく。2011年11月末に販売サービスを終了した。
ザ・チェイス
街中を逃げ回るディセプティコンを追跡、オイルが無くなる前に捕まえるとミッションクリアとなる。ボタンを押すとアタック、二人でプレイする場合、相性が良いとスピードがアップし相性が悪いとスピードがダウンする。ステージは5ステージ+シークレットステージがあり、シークレットステージクリアで称号が貰える。ステージ1にはロックダウンかサンダークラッカー、ステージ2にはサウンドウェーブかスィンドル、ステージ3にはラグナッツ、ステージ4にはブリッツウイングかロックダウン、ステージ5にはスタースクリームかショックウェーブ、シークレットステージにはメガトロンが登場する。
ザ・シューティング
迫るディセプティコンを武器で攻撃し、体力が無くなる前に倒すことでミッションクリアとなる。ガンコントローラーに合わせ照準が動き、通常弾丸の他にボム攻撃が可能。二人でプレイする場合、相性が良いと体力がアップし相性が悪いと体力がダウンする。ステージは3ステージで、ステージ1をノーダメージでクリアするとシークレットステージに進める。その際ステージ2が通常のステージ3と同じものとなり、ステージ3は宇宙戦に、シークレットステージはステージ1の難易度が上がったもので、より強固となった紫色のロックダウンや、ワスピネーターの代わりにショックウェーブやスィンドルが登場する。
トランスフォーマーカード
- トランスフォーマーカード第一弾

2010年7月22日より稼動。全74種類。ミッドナイトジャズやスーパーソニックブラーなどのオリジナルカラーが登場する他、G1からもコンボイやグリムロック、スタースクリーム、サウンドウェーブ、サンダークラッカーが参戦。
- トランスフォーマーカードバージョン2.0

2010年10月15日より稼動。カードに描かれたキャラクターのCGはゲーム中のグラフィックに準拠しており、実写映画第2作に登場したキャラクターも参戦している。
- トランスフォーマーカードバージョン3.0

2010年12月3日より稼動。（ビースト）コンボイやメガトロンら『ビーストウォーズ』およびロディマスコンボイら『トランスフォーマー2010』のキャラクターが参戦。
- トランスフォーマーカードバージョン4.0

2011年3月4日より稼動。『ユナイテッド』版のオプティマスプライム（コンボイ）やバンブルビーが参戦。ビーストコンボイの色違いバーニングコンボイも登場。
- トランスフォーマーカードバージョン5.0

2011年6月24日より稼動。『ダークサイド・ムーン』版オプティマスプライム（コンボイ）、バンブルビー、ラチェットが参戦。

### 漫画版
『TRANSFORMERS ANIMATED COMIC』
『Transformers Animated The Arrival』
『Transformers Animated the Adventure Continues!』（未発売）
IDWより発売されたフルカラーコミック。
『トランスフォーマー アニメイテッド ザ・クール』
ケロケロエース2010年5月号から2011年5月号までNAOTO作画で連載。単行本は、2011年4月30日発売開始。
『トランスフォーマー アニメイテッド ザ・クール・エキストラ』（未発売）

## 関連商品
- タカラトミーアーツより発売
  - ガチャ
    - トランスフォーマーアニメイテッド　フィギュアキーチェーン - 全6種
    - トランスフォーマーアニメイテッドバトルホイール - 全10種
    - トランスフォーマーアニメイテッド マイクロボッツコレクション - 全6種

  - 食玩
    - トランスフォーマー　カード&ガム - 全10種
    - トランスフォーマーポーズフィギュア - 全3種
- 河田より発売
  - ダイヤブロック トランスフォーマー アニメイテッド オプティマスプライム（コンボイ）
  - ダイヤブロック トランスフォーマー アニメイテッド バンブルビー
- エンスカイ
  - トランスフォーマーアニメイテッド キラキラ トレーディングコレクション
  - トランスフォーマーアニメイテッド オートボット出動!!
  - トランスフォーマーアニメイテッド ディセプティコン出現!!
- セガ
  - トランスフォーマー アニメイテッド カードファイル
- 徳間書店
  - トランスフォーマーアニメイテッドクイズ&パズル ISBN 978-4-19-970032-3
- ポプラ社
  - トランスフォーマーアニメイテッドコレクション ISBN 978-4-591-11828-3
- 永岡書店
  - トランスフォーマー アニメイテッド ひみつ百科 ISBN 978-4-522-42923-5
- ミリオン出版
  - トランスフォーマーアニメイテッド大百科 ISBN 978-4-8130-2125-4
  - トランスフォーマージェネレーション2010 ISBN 978-4-8130-2130-8
  - トランスフォーマージェネレーション2011 VOL.1 ISBN 978-4-8130-2141-4
- 主婦と生活社
  - トランスフォーマーアニメイテッド ISBN 978-4-391-63086-2
- 講談社
  - 決定版 トランスフォーマーパーフェクト超百科 ISBN 978-4-065-1735-10
  - トランスフォーマー スーパー大図鑑 ISBN 978-4-065-2005-99